# ヒメイチゲ
ヒメイチゲ（姫一華、学名：Anemone debilis）は、キンポウゲ科イチリンソウ属の多年草。

## 特徴
根茎は横に這い、紡錘状にふくらみ、所によりくびれる。根出葉は1回3出複葉、茎につく葉は3枚が輪生する。葉は短い柄をもち、3全裂し、縁には鋸歯がある。
花期は5-6月、花茎の高さは5-15cmになり、直径1cmの花弁状の萼片を持つ花を1個つける。萼片は長楕円形、白色で5枚。花弁はない。葯も白色となる。果実は痩果で細い毛がある。

## 分布と生育環境
日本では北海道、本州の近畿地方以北に分布し、亜高山帯針葉樹林や高山帯のハイマツ林の林縁、ときに尾根上の湿った草地などに生育する。アジアではシベリア東部、中国（北部・東北地方）、朝鮮、樺太、千島に分布する。

## 下位品種
- ホソバヒメイチゲ Anemone debilis Fisch. ex Turcz. f. gracilis (Schltdl.) H.Hara et M.Mizush.